# Платтевілл (Колорадо)
Платтевілл (англ. Platteville) — місто (англ. town) в США, в окрузі Велд штату Колорадо. Населення — 2955 осіб (2020).

## Географія
Платтевілл розташований за координатами 40°13′8″ пн. ш. 104°50′12″ зх. д. / 40.21889° пн. ш. 104.83667° зх. д. (40.218976, -104.836736).  За даними Бюро перепису населення США в 2010 році місто мало площу 6,57 км², з яких 6,55 км² — суходіл та 0,03 км² — водойми. В 2017 році площа становила 7,54 км², з яких 7,51 км² — суходіл та 0,03 км² — водойми.

## Демографія
Згідно з переписом 2010 року, у місті мешкало 2485 осіб у 863 домогосподарствах у складі 652 родин. Густота населення становила 378 осіб/км².  Було 937 помешкань (143/км²).
Расовий склад населення:
| - 73,0 % — білих - 0,6 % — корінних американців - 0,4 % — азіатів - 0,3 % — вихідців з тихоокеанських островів - 0,2 % — чорних або афроамериканців - 23,0 % — осіб інших рас |

До двох чи більше рас належало 2,5 %. Частка іспаномовних становила 39,0 % від усіх жителів.
За віковим діапазоном населення розподілялося таким чином: 30,9 % — особи молодші 18 років, 59,7 % — особи у віці 18—64 років, 9,4 % — особи у віці 65 років та старші. Медіана віку мешканця становила 33,5 року. На 100 осіб жіночої статі у місті припадало 100,9 чоловіків;  на 100 жінок у віці від 18 років та старших — 99,7 чоловіків також старших 18 років.
Середній дохід на одне домашнє господарство  становив 72 355 доларів США (медіана — 57 227), а середній дохід на одну сім'ю — 74 733 долари (медіана — 62 663). Медіана доходів становила 52 679 доларів для чоловіків та 29 495 доларів для жінок. За межею бідності перебувало 16,5 % осіб, у тому числі 29,9 % дітей у віці до 18 років та 6,1 % осіб у віці 65 років та старших.
Цивільне працевлаштоване населення становило 1284 особи. Основні галузі зайнятості: освіта, охорона здоров'я та соціальна допомога — 14,8 %, науковці, спеціалісти, менеджери — 13,7 %, виробництво — 12,1 %.